# Савона (кінотеатр)

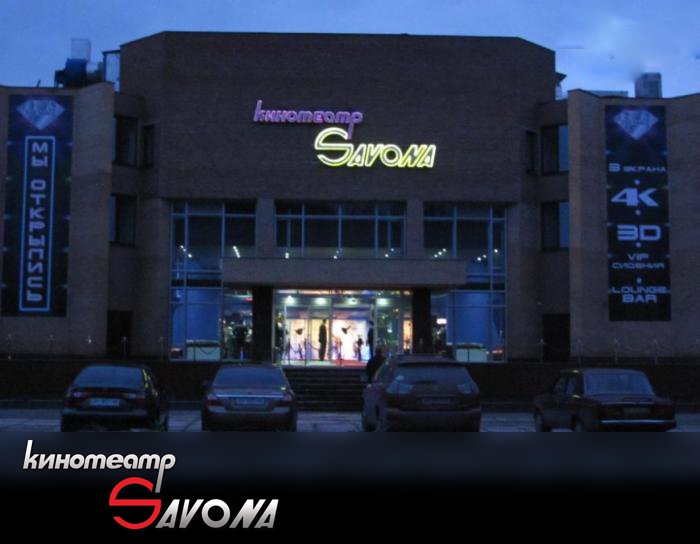
Кінотеатр «Савона», Маріуполь, пр. Будівельників

Кінотеатр «Савона» — кінотеатр, розташований на проспекті Будівельників у Маріуполі.

## Назва
Кінотеатр названо на честь спорідненого італійського міста Савона. Привітання з нагоди відкриття кінотеатру позначено дарунком з Савони графічних творів митців Італії.

## Історія
- 2010 р. кінотеатр був зачинений на ремонт і реконструкцію. В реалізацію запланованого проекту інвестували близько 20 мільйонів гривень при збереженні колишньої функції установи й надалі. Заклад перетворено на перший в місті цифровий мультиплекс[1].
- 2011 р. у нього змінився власник.
- В житловому районі, бідному культурними закладами, кінотеатр «Савона» не обмежується тільки показом кінострічок. Популярністю користуються як тематичні покази, так і вечори танців і спілкування для літніх мешканців мікрорайону[1].